# Longview, Texas
Longview là một thành phố thuộc quận Gregg, tiểu bang Texas, Hoa Kỳ. Năm 2010, dân số của xã này là 80455 người.

## Dân số
- Dân số năm 2000: 73344 người.
- Dân số năm 2010: 80455 người.